# Aloe lensayuensis
Aloe lensayuensis é uma espécie de liliopsida do gênero Aloe, pertencente à família Asphodelaceae.